# آنومالی طرنگ۲
آنومالی طرنگ۲ یک اندیس فلزی است که در حوالی شهر بزار استان کرمان قرار دارد و مادهٔ معدنی موجود در آن، طلا است. سنگ میزبان این اندیس آهک فسیل‌دار و کنگلومرا است و دیرینگی آن به دوران کرتاسه بالایی و ائوزیرین می‌رسد.